# Урбан, Генрих
Генрих Урбан (нем. Heinrich Urban; 27 августа 1837, Берлин — 24 ноября 1901, Берлин) — немецкий композитор и музыкальный педагог. Брат Фридриха Юлиуса Урбана.
В детские годы пел в хоре Берлинского кафедрального собора, затем учился игре на скрипке у Хуберта Риса, композиции у Фердинанда Лауба и Фридриха Киля. Стажировался в Париже. Был дирижёром Берлинского любительского оркестра (нем. Berliner Dilettanten Orchester Verein). Автор симфонической поэмы «Гаммельнский крысолов» (нем. Der Rattenfänger von Hameln; 1880), оперы «Конрадин», симфонии «Весна», скрипичного концерта, различных оркестровых увертюр (в том числе «Фиеско» и «Шехерезада»), камерных и вокальных сочинений.
С 1881 года преподавал в Новой Академии музыки, затем в других учебных заведениях и частным образом, унаследовав от своего учителя Киля славу наиболее значительного педагога по композиции в Берлине. Среди его многочисленных учеников — Мечислав Карлович, посвятивший учителю Серенаду для струнных Op. 2 (1898), Юзеф Гофман, Игнац Падеревский, Ванда Ландовска, Фелициян Шопский, Артур Бёрд, Зигфрид Окс, Рудольф Ганц, Георг Либлинг, Олальо Моралес и многие другие.